# أبو سعد الإدريسي
أبو سعد الإدريسي (ق. 325 - 405 هـ / ق. 937 - 1014 م) هو أبو سعد عبد الرحمن بن محمد بن محمد بن عبد الله بن إدريس، الإدريسي الإستراباذي محدث سمرقند.
صاحب كتاب (تاريخ سمرقند) و(تاريخ إستراباذ) وغير ذلك وثقه الخطيب وقد حدث ببغداد.
تُوفي بسمرقند سنة 405 هـ / 1014 م.

## شيوخه
سمع أبا العباس محمد بن يعقوب الأصم -وهو أكبر شيخ له-، وأبا نعيم محمد بن حمويه الإستراباذي ، وأبا سهل هارون بن أحمد بن هارون، وأبا أحمد بن عدي، و غيرهم.

## تلاميذه
حدث عنه : أبو علي الشاشي، وأبو عبد الله الخبازي، وأبو مسعود  أحمد بن محمد البجلي، والقاضي أبو العلاء محمد بن علي الواسطي، وأبو سعد محمد بن عبد الرحمن الكنجروذي، وغيرهم.

## وفاته
توفي أبُو سعد الإدريسي في مدينة سمرقند سنة 405 هـ / 1014 م، في الثَّمانين من عمره.